# Secamone linearifolia
Secamone linearifolia är en oleanderväxtart som beskrevs av J. Klackenberg. Secamone linearifolia ingår i släktet Secamone och familjen oleanderväxter. Inga underarter finns listade i Catalogue of Life.